# El Hacha
El Hacha är en ort i Mexiko.   Den ligger i kommunen San Luis Potosí och delstaten San Luis Potosí, i den centrala delen av landet, 400 km nordväst om huvudstaden Mexico City. El Hacha ligger 1 826 meter över havet och antalet invånare är 138.
Terrängen runt El Hacha är en högslätt. Runt El Hacha är det tätbefolkat, med 570 invånare per kvadratkilometer. Närmaste större samhälle är Soledad de Graciano Sánchez, 16,4 km söder om El Hacha. Trakten runt El Hacha består till största delen av jordbruksmark.